# Humberto Brenes
Humberto Brenes (San José, 8 de maio de 1951) é um jogador de pôquer profissional costa-riquenho. Brenes foi campeão por duas vezes de torneios da World Series of Poker e é patrocinado pelo site de pôquer PokerStars.

## Braceletes
| Ano  | Torneio                 | Prêmio (US$) |
| ---- | ----------------------- | ------------ |
| 1993 | $ 2 500 Limit Hold'em   | $ 149 000    |
| 1993 | $ 2 500 Pot Limit Omaha | $ 128 000    |